# Turn It on Again: The Hits
Turn It on Again: The Hits —en español: Enciéndelo otra vez: Los éxitos— es el tercer álbum recopilatorio de la banda británica de rock progresivo Genesis, publicado en 1999 por Virgin en el Reino Unido y por Atlantic en Estados Unidos.
Aunque el álbum contiene material principalmente de la época de Phil Collins (1976-1992), también incluye la canción "I Know What I Like (In Your Wardrobe)" del álbum "Selling England by the Pound" de 1973, la única canción original de los años con Peter Gabriel. Sin embargo, también se incluye una nueva grabación de la canción "The Carpet Carwlers" (del álbum The Lamb Lies Down on Broadway de 1974) con Collins y Gabriel haciendo las partes vocales. Esta canción fue grabada entre 1997 y 1998, y se planeaba lanzarla en el álbum de colección Genesis Archive 1967-75, pero finalmente se la incluyó en esta compilación.
Luego de su lanzamiento, "Turn It on Again: The Hits" alcanzó el puesto #4 en los rankings del Reino Unido y el #65 en Estados Unidos, donde llegó a convertirse en disco de oro. En 2007, esta compilación fue reeditada en un álbum doble llamado Turn It on Again: The Hits - The Tour Edition, con canciones incluidas en el repertorio del grupo durante su gira por Norteamérica y Europa de este mismo año, aunque ninguna de las mismas está grabada en vivo ya que serían lanzadas de esta forma en su álbum Live Over Europe 2007. El proyecto volvió a ser extremadamente exitoso, re entrando en los rankings con el puesto #14 y llegando al #5 la semana siguiente. Esta edición doble fue lanzada en Estados Unidos el 11 de septiembre de 2007, reemplazando así al álbum compilatorio Platinum Collection.

## Historia
A fines de los 90 había planes para dos álbumes compilatorios y de material inédito dobles, uno cubriendo la era clásica de Peter Gabriel, y el otro cubriendo el desarrollo de la banda bajo la dirección de Phil Collins. El álbum de Gabriel fue lanzado en 1998 junto con la versión en vivo de The Lamb Lies Down On Broadway y se convirtió en Genesis Archive 1967-75, pero en lugar de publicar un segundo álbum en 1999, el disco se convirtió en "Turn It On Again: The Hits".
Fue una movida inteligente, porque aunque se hubiese publicado el álbum con la era Collins inmediatamente, hubiese existido igualmente un mercado para una colección de grandes éxitos, para lo cual "Turn It On Again: The Hits" cubre esa brecha. 

## Formación
- Peter Gabriel: Voz principal, coros, flauta (canciones 9, 18)
- Tony Banks: teclados, Guitarra de 12 cuerdas, coros
- Mike Rutherford: bajo, guitarras, coros
- Phil Collins: Batería, percusión, voz (en todas las canciones excepto la 13)
- Steve Hackett: Guitarra principal (Canciones 9 y 18)
- Ray Wilson: voz (canción 13)
- Nir Zidkyahu : batería (canción 13)

## Lista de canciones
| Pista | Título Inglés                         | Título Español                           | Del Álbum                                        | Año             | Duración |
| ----- | ------------------------------------- | ---------------------------------------- | ------------------------------------------------ | --------------- | -------- |
| 1.    | Turn It On Again                      | Enciéndelo Otra vez                      | Duke                                             | 1980            | 3:50     |
| 2.    | Invisible Touch                       | Toque Invisible                          | Invisible Touch                                  | 1986            | 3:27     |
| 3.    | Mama (*)                              | Mama                                     | Genesis                                          | 1983            | 5:19     |
| 4.    | Land of Confusion                     | Tierra De Confusión                      | Invisible Touch                                  | 1986            | 4:45     |
| 5.    | I Can't Dance                         | No Puedo Bailar                          | We Can't Dance                                   | 1991            | 4:00     |
| 6.    | Follow You, Follow Me                 | Te Seguiré Me Seguirás                   | And Then There Were Three                        | 1978            | 3:59     |
| 7.    | Hold On My Heart                      | Aférrate Corazón                         | We Can't Dance                                   | 1991            | 4:38     |
| 8.    | Abacab (*)                            | Abacab                                   | Abacab                                           | 1981            | 4:10     |
| 9.    | I Know What I Like (In Your Wardrobe) | Sé Lo Que Me Gusta (En Tu Guardarropas)  | Selling England by the Pound                     | 1973            | 4:05     |
| 10.   | No Son Of Mine (*)                    | No Eres Hijo Mío                         | We Can't Dance                                   | 1991            | 5:44     |
| 11.   | Tonight, Tonight, Tonight (*)         | Esta Noche, Esta Noche, Esta Noche       | Invisible Touch                                  | 1986            | 4:28     |
| 12.   | In Too Deep                           | Muy Profundo                             | Invisible Touch                                  | 1986            | 4:57     |
| 13.   | Congo (*)                             | Congo                                    | Calling All Stations                             | 1997            | 4:03     |
| 14.   | Jesus He Knows Me                     | Jesús Me Conoce                          | We Can't Dance                                   | 1991            | 4:16     |
| 15.   | That's All                            | Eso Es Todo                              | Genesis                                          | 1983            | 4:25     |
| 16.   | Misunderstanding                      | Malentendido                             | Duke                                             | 1980            | 3:12     |
| 17.   | Throwing It All Away                  | Desperdiciándolo Todo                    | Invisible Touch                                  | 1986            | 3:49     |
| 18.   | The Carpet Crawlers 1999              | Los Que Se Arrastran En La Alfombra 1999 | The Lamb Lies Down on Broadway (nueva grabación) | 1974 (original) | 5:39     |

(*) Versiones editadas especialmente para este álbum.
- Canciones 1, 2, 3, 4 ,5 ,6, 7, 8, 10, 11, 12, 14, 15, 17 compuestas por Tony Banks, Phil Collins, Mike Rutherford.
- Canciones compuestas 9, 18 por Tony Banks, Phil Collins, Peter Gabriel, Steve Hackett, Mike Rutherford.
- Canción 13 compuesta por Tony Banks, Mike Rutherford.
- Canción 16 compuesta por Phil Collins.

## The Tour Edition
Turn It on Again: The Hits - The Tour Edition es una álbum compilatorio doble que incluye algunos de los éxitos más importantes en la carrera del grupo inglés Genesis, cuya lista de canciones fue seleccionada por el mismo Tony Banks.
Originalmente había planes para dos álbumes dobles, uno cubriendo la era clásica de Peter Gabriel, y el otro cubriendo el desarrollo de la banda bajo la dirección de Phil Collins. El álbum de Gabriel fue lanzado en 1998 junto con la versión en vivo de The Lamb Lies Down On Broadway y se convirtió en Genesis Archive 1967-75, pero en lugar de publicar un segundo álbum en 1999, el disco se convirtió en "Turn It On Again: The Hits".
Fue una movida inteligente, porque aunque se hubiese publicado el álbum con la era Collins inmediatamente, hubiese existido igualmente un mercado para una colección de grandes éxitos, para lo cual "Turn It On Again: The Hits" cubre esa brecha. La edición original del álbum contenía 18 pistas, abarcando el período de tiempo desde 1973 hasta 1999, siendo lanzado al mercado en 1999. Esta nueva edición (y que reemplaza a la antigua) consta de 34 pistas, desde 1970 hasta 1999. Posee un diseño de tapa diferente y ha sido lanzado durante la gira de Genesis de 2007 (aunque no se trata de canciones grabadas en vivo).
Debido a la prolífica carrera de Genesis y al tener tantos éxitos, no es de sorprender que esta compilación no esté completa, aunque incluye los éxitos más conocidos del grupo como "Turn It on Again," "Invisible Touch," "Follow You, Follow Me, "In Too Deep," "That's All, y otros no tan conocidos como "Paperlate", "Happy The Man", o "Pigeons".

### Lista de canciones

#### Disco uno: Títulos
| Pista | Título en inglés          | Título en español                  | Álbum                      | Año  | Duración |
| ----- | ------------------------- | ---------------------------------- | -------------------------- | ---- | -------- |
| 1.    | Turn It On Again          | Enciéndelo Otra Vez                | Duke                       | 1980 | 3:49     |
| 2.    | No Son Of Mine            | No eres Hijo Mío                   | We Can't Dance             | 1991 | 5:46     |
| 3.    | I Can't Dance             | No Puedo Bailar                    | We Can't Dance             | 1991 | 4:00     |
| 4.    | Hold On My Heart          | Aférrate Corazón                   | We Can't Dance             | 1991 | 4:38     |
| 5.    | Jesus He Knows Me         | Jesús Me Conoce                    | We Can't Dance             | 1991 | 4:16     |
| 6.    | Tell Me Why               | Dime Porqué                        | We Can't Dance             | 1991 | 4:59     |
| 7.    | Invisible Touch           | Toque Invisible                    | Invisible Touch            | 1986 | 3:28     |
| 8.    | Land of Confusion         | Tierra De Confusión                | Invisible Touch            | 1986 | 4:46     |
| 9.    | Tonight, Tonight, Tonight | Esta Noche, Esta Noche, Esta Noche | Invisible Touch            | 1986 | 4:28     |
| 10.   | In Too Deep               | Muy Profundo                       | Invisible Touch            | 1986 | 4:58     |
| 11.   | Throwing It All Away      | Desperdiciándolo Todo              | Invisible Touch            | 1986 | 3:50     |
| 12.   | Mama                      | Mama                               | Genesis                    | 1983 | 5:18     |
| 13.   | That's All                | Eso Es Todo                        | Genesis                    | 1983 | 4:24     |
| 14.   | Illegal Alien             | Extranjero Ilegal                  | Genesis                    | 1983 | 3:50     |
| 15.   | Abacab                    | Abacab                             | Abacab                     | 1981 | 4:10     |
| 16.   | No Reply at All           | Ninguna Respuesta                  | Abacab                     | 1981 | 4:33     |
| 17.   | The Carpet Crawlers 1999  | Los Reptiles De la Alfombra 1999   | Turn It on Again: The Hits | 1999 | 3:28     |

#### Disco uno: Créditos
| Pista | Compositor                                                          | Productor                 | Ingeniería       |
| ----- | ------------------------------------------------------------------- | ------------------------- | ---------------- |
| 1.    | Tony Banks/Phil Collins/Mike Rutherford                             | David Hentschel y Genesis | David Hentschell |
| 2.    | Tony Banks/Phil Collins/Mike Rutherford                             | Genesis y Nick Davis      | Nick Davis       |
| 3.    | Tony Banks/Phil Collins/Mike Rutherford                             | Genesis y Nick Davis      | Nick Davis       |
| 4.    | Tony Banks/Phil Collins/Mike Rutherford                             | Genesis y Nick Davis      | Nick Davis       |
| 5.    | Tony Banks/Phil Collins/Mike Rutherford                             | Genesis y Nick Davis      | Nick Davis       |
| 6.    | Tony Banks/Phil Collins/Mike Rutherford                             | Genesis y Nick Davis      | Nick Davis       |
| 7.    | Tony Banks/Phil Collins/Mike Rutherford                             | Genesis y Hugh Padgham    | Hugh Padgham     |
| 8.    | Tony Banks/Phil Collins/Mike Rutherford                             | Genesis y Hugh Padgham    | Hugh Padgham     |
| 9.    | Tony Banks/Phil Collins/Mike Rutherford                             | Genesis y Hugh Padgham    | Hugh Padgham     |
| 10.   | Tony Banks/Phil Collins/Mike Rutherford                             | Genesis y Hugh Padgham    | Hugh Padgham     |
| 11.   | Tony Banks/Phil Collins/Mike Rutherford                             | Genesis y Hugh Padgham    | Hugh Padgham     |
| 12.   | Tony Banks/Phil Collins/Mike Rutherford                             | Genesis y Hugh Padgham    | Hugh Padgham     |
| 13.   | Tony Banks/Phil Collins/Mike Rutherford                             | Genesis y Hugh Padgham    | Hugh Padgham     |
| 14.   | Tony Banks/Phil Collins/Mike Rutherford                             | Genesis y Hugh Padgham    | Hugh Padgham     |
| 15.   | Tony Banks/Phil Collins/Mike Rutherford                             | Genesis                   | Hugh Padgham     |
| 16.   | Tony Banks/Phil Collins/Mike Rutherford                             | Genesis                   | Hugh Padgham     |
| 17.   | Tony Banks/Phil Collins/Steve Hackett/Peter Gabriel/Mike Rutherford | Trevor Horn               | Richard Lowe     |

#### Disco dos: Títulos
| Pista | Título en inglés                      | Título en español                          | Álbum                               | Año  | Duración |
| ----- | ------------------------------------- | ------------------------------------------ | ----------------------------------- | ---- | -------- |
| 1.    | Paperlate                             | Noticias                                   | 3 X 3                               | 1982 | 3:25     |
| 2.    | Keep It Dark                          | Manténlo Oscuro                            | Abacab                              | 1981 | 4:32     |
| 3.    | Man On The Corner                     | Hombre En La Esquina                       | Abacab                              | 1981 | 4:27     |
| 4.    | Duchess                               | Duquesa                                    | Duke                                | 1980 | 4:20     |
| 5.    | Misunderstanding                      | Malentendido                               | Duke                                | 1980 | 3:11     |
| 6.    | Follow You, Follow Me                 | Te Seguiré me Seguirás                     | And Then There Were Three           | 1978 | 3:59     |
| 7.    | Many Too Many                         | Muchos Demasiados                          | And Then There Were Three           | 1978 | 3:31     |
| 8.    | Your Own Special Way                  | Tu Manera Especial                         | Wind & Wuthering                    | 1977 | 6:18     |
| 9.    | Afterglow                             | Resplandor Crepuscular                     | Wind & Wuthering                    | 1977 | 4:11     |
| 10.   | Pigeons                               | Palomas                                    | Spot the Pigeon                     | 1977 | 3:15     |
| 11.   | Inside and Out                        | Adentro Y Afuera                           | Spot the Pigeon                     | 1977 | 6:48     |
| 12.   | A Trick Of The Tail                   | Un Truco De la Cola                        | A Trick of the Tail                 | 1976 | 4:34     |
| 13.   | Counting Out Time                     | Contando El Tiempo                         | The Lamb Lies Down on Broadway      | 1974 | 3:40     |
| 14.   | I Know What I Like (In Your Wardrobe) | Yo Sé Lo Que Me Gusta (En Tu Guardarropas) | Selling England by the Pound        | 1973 | 4:08     |
| 15.   | Happy The Man                         | Feliz El Hombre                            | Happy The Man/Seven Stones - Single | 1972 | 3:08     |
| 16.   | The Knife (Part 1)                    | El Cuchillo (Parte 1)                      | Trespass                            | 1970 | 3:17     |
| 17.   | Congo                                 | Congo                                      | Calling All Stations                | 1997 | 4:04     |

#### Disco dos: Créditos
| Pista | Compositor                                                          | Productor                                 | Ingeniería      |
| ----- | ------------------------------------------------------------------- | ----------------------------------------- | --------------- |
| 1.    | Tony Banks/Phil Collins/Mike Rutherford                             | Genesis                                   | Hugh Padgham    |
| 2.    | Tony Banks/Phil Collins/Mike Rutherford                             | Genesis                                   | Hugh Padgham    |
| 3.    | Phil Collins                                                        | Genesis                                   | Hugh Padgham    |
| 4.    | Tony Banks/Phil Collins/Mike Rutherford                             | David Hentschel y Genesis                 | David Hentschel |
| 5.    | Phil Collins                                                        | David Hentschel y Genesis                 | David Hentschel |
| 6.    | Tony Banks/Phil Collins/Mike Rutherford                             | David Hentschel y Genesis                 | David Hentschel |
| 7.    | Tony Banks                                                          | David Hentschel y Genesis                 | David Hentschel |
| 8.    | Mike Rutherford                                                     | David Hentschel y Genesis                 | David Hentschel |
| 9.    | Tony Banks                                                          | David Hentschel y Genesis                 | David Hentschel |
| 10.   | Tony Banks/Phil Collins/Mike Rutherford                             | David Hentschel y Genesis                 | David Hentschel |
| 11.   | Tony Banks/Phil Collins/Steve Hackett/Mike Rutherford               | David Hentschel y Genesis                 | David Hentschel |
| 12.   | Tony Banks                                                          | David Hentschel y Genesis                 | David Hentschel |
| 13.   | Tony Banks/Phil Collins/Steve Hackett/Peter Gabriel/Mike Rutherford | John Burns y Genesis                      | David Hentschel |
| 14.   | Tony Banks/Phil Collins/Steve Hackett/Peter Gabriel/Mike Rutherford | John Burns y Genesis                      | David Hentschel |
| 15.   | Tony Banks/Phil Collins/Steve Hackett/Peter Gabriel/Mike Rutherford | John Anthony                              | David Hentschel |
| 16.   | Tony Banks/Peter Gabriel/Anthony Phillips/Mike Rutherford           | John Anthony                              | David Hentschel |
| 17.   | Tony Banks/Mike Rutherford                                          | Nick Davis / Tony Banks / Mike Rutherford | Nick Davis      |

### Gira Mundial 2007

#### Gira Europea
A continuación se encuentra el listado completo con los conciertos realizados por Genesis durante la gira europea de 2007:
| Orden | Fecha      | Ciudad             | País            | Estadio                         |
| ----- | ---------- | ------------------ | --------------- | ------------------------------- |
| 1.    | 11/06/2007 | Helsinki           | Finlandia       | Olympastadion                   |
| 2.    | 14/06/2007 | Herning            | Dinamarca       | Messecenter                     |
| 3.    | 15/06/2007 | Hamburgo           | Alemania        | AOL-Arena                       |
| 4.    | 17/06/2007 | Berna              | Suiza           | Stade de Suisse                 |
| 5.    | 19/06/2007 | Linz               | Austria         | Guglstadion                     |
| 6.    | 20/06/2007 | Praga              | República Checa | Strahov Stadiun                 |
| 7.    | 21/06/2007 | Chorzów            | Polonia         | Slaski Stadium                  |
| 8.    | 23/06/2007 | Hannover           | Alemania        | AWD-Arena                       |
| 9.    | 24/06/2007 | Bruselas           | Bélgica         | Stade Roi Baudouin              |
| 10.   | 26/06/2007 | Düsseldorf         | Alemania        | LTU arena                       |
| 11.   | 27/06/2007 | Düsseldorf         | Alemania        | LTU arena                       |
| 12.   | 28/06/2007 | Stuttgart          | Alemania        | Gottlieb-Daimler-Stadion        |
| 13.   | 30/06/2007 | París              | Francia         | Parc des Princes                |
| 14.   | 01/07/2007 | Ámsterdam          | Países Bajos    | Arena                           |
| 15.   | 03/07/2007 | Berlín             | Alemania        | Olympiastadion                  |
| 16.   | 04/07/2007 | Leipzig            | Alemania        | Zentralstadion                  |
| 17.   | 05/07/2007 | Fráncfort del Meno | Alemania        | Commerzbank-Arena               |
| 18.   | 07/07/2007 | Londres            | Reino Unido     | Estadio de Wembley (Live Earth) |
| 19.   | 07/07/2007 | Mánchester         | Reino Unido     | Old Trafford                    |
| 20.   | 08/07/2007 | Londres            | Reino Unido     | Twickenham Stadium              |
| 21.   | 10/07/2007 | Múnich             | Alemania        | Olympiastadion                  |
| 22.   | 12/07/2007 | Lyon               | Francia         | Stade Gerland                   |
| 23.   | 14/07/2007 | Roma               | Italia          | Circo Máximo (Gratuito)         |

#### Gira Norteamericana
A continuación se encuentra el listado completo con los conciertos realizados por Genesis durante la gira norteamericana de 
2007:
| Orden | Fecha      | Ciudad           | País    | Estadio               |
| ----- | ---------- | ---------------- | ------- | --------------------- |
| 1.    | 07/09/2007 | Toronto          | Canadá  | BMO Field             |
| 2.    | 08/09/2007 | Buffalo NY       | EE. UU. | HSBC-Arena            |
| 3.    | 09/09/2007 | Pittsburgh       | EE. UU. | Mellon Arena          |
| 4.    | 11/09/2007 | Boston           | EE. UU. | TD Banknorth Garden   |
| 5.    | 12/09/2007 | Albany           | EE. UU. | Times Union Center    |
| 6.    | 14/09/2007 | Montreal         | Candadá | Stade Olympique       |
| 7.    | 15/09/2007 | Ottawa           | Canadá  | Scotiabank Place      |
| 8.    | 16/09/2007 | Hartford         | EE. UU. | Civic Center          |
| 9.    | 18/09/2007 | Filadelfia       | EE. UU. | Wachovia Center       |
| 10.   | 19/09/2007 | Filadelfia       | EE. UU. | Wachovia Center       |
| 11.   | 20/09/2007 | Filadelfia       | EE. UU. | Wachovia Center       |
| 12.   | 22/09/2007 | Columbus         | EE. UU. | Nationwide Arena      |
| 13.   | 23/09/2007 | Washington D. C. | EE. UU. | Verizon Center        |
| 14.   | 25/09/2007 | Nueva York       | EE. UU. | Madison Square Garden |
| 15.   | 27/09/2007 | East Rutherford  | EE. UU. | Giants Stadium        |
| 16.   | 29/09/2007 | Cleveland        | EE. UU. | Quicken Loans Arena   |
| 17.   | 30/09/2007 | Detroit          | EE. UU. | Arena                 |
| 18.   | 02/10/2007 | Chicago          | EE. UU. | United Center         |
| 19.   | 03/10/2007 | Chicago          | EE. UU. | United Center         |
| 20.   | 04/10/2007 | Chicago          | EE. UU. | United Center         |
| 21.   | 06/10/2007 | Denver           | EE. UU. | Pepsi Center          |
| 22.   | 09/10/2007 | San Jose         | EE. UU. | HP Pavilion           |
| 23.   | 10/10/2007 | Sacramento       | EE. UU. | ARCO Arena            |
| 24.   | 12/10/2007 | Los Ángeles      | EE. UU. | Hollywood Bowl        |
| 25.   | 13/10/2007 | Los Ángeles      | EE. UU. | Hollywood Bowl        |

- Datos: Q2094836